# Karl August von Esebeck
Pour les articles homonymes, voir Esebeck.
Karl August Ludwig Hans von Esebeck, depuis 1869 baron von Esebeck (né le 11 avril 1786 à Deux-Ponts et mort le 21 décembre 1871 à Potsdam) est un lieutenant général prussien.

## Biographie

### Origine
Il est le fils du général de division prussien Karl von Esebeck (1745-1809) et de son épouse Wilhelmine Charlotte, née Schönberg von Brenkenhoff (de) (née le 5 février 1752 et morte le 8 septembre 1827).

### Carrière militaire
Esebeck est arrivé le 1er décembre 1797 comme caporal dans le 20e régiment d'infanterie du prince Louis-Ferdinand de Prusse. Il y est promu sous-lieutenant à la mi-janvier 1804. Au cours de la guerre de la Quatrième Coalition, Esebeck est grièvement blessé lors de la bataille d'Auerstedt. Après la paix de Tilsit, il est jugé inapte au service et reçoit son congé le 8 novembre 1807 avec une pension annuelle de 96 thalers et la perspective d'un emploi dans le service civil. Le 23 mars 1808, il reçoit le caractère de capitaine d'état-major avec la permission de porter son ancien uniforme militaire.
À la veille de la campagne d'Allemagne, Esebeck est engagé le 1er avril 1813 comme chef de la compagnie de chasseurs volontaires dans le 3e régiment d'infanterie prussien-oriental de Landwehret est promu capitaine à ce poste le 1er juillet 1813. Esebeck reçoit la croix de fer de 2e classe pour son action dans la bataille de Gross Beeren et l'Ordre de Saint-Vladimir de 4e classe. Il participe à la bataille de Dennewitz, à la bataille de Jüterbog et aux sièges de Wittemberg, Wesel et La Fère. Le 20 décembre 1813, avec un brevet daté du 18 mai 1814, il est  promu major et commandant de bataillon dans le 3e régiment d'infanterie westphalien de Landwehr. Du 26 juillet au 29 décembre 1815, Esebeck est affecté au 1er régiment westphalien de Landwehr, puis au bataillon de Landwehr de la Garde de Königsberg en tant que commandant. Le 20 février 1822, il est promu lieutenant-colonel par brevet du 10 avril 1822. Le 30 mars 1826, il est nommé commandant du régiment de réserve de la Garde-Landwehr. Le 27 juin 1826, Esebeck reçoit une prime de 300 thalers.
Le 30 mars 1828, il est promu colonel par brevet du 5 mai 1828 et, un an plus tard, transféré comme commandant dans le 3e régiment de grenadiers. À la suite de sa blessure à Auerstedt, Esebeck souffre de maux de tête et obtient le 16 mai 1829 l'autorisation de faire son service au chapeau. Le 30 mars 1835, il rejoint la 1re brigade de Landwehr en tant que commandant et est promu major général le 30 mars 1836. Le 30 mars 1839, Esebeck est nommé commandant de la 1re brigade d'infanterie. En raison d'une maladie, il obtient le 2 juin 1839 un congé de dix semaines pour se reposer à Wiesbaden. Le 7 avril 1842, Esebeck prend en charge la 1re division d'infanterie et est promu lieutenant-général le 30 mars 1844. En cette qualité, il reçoit le 2 septembre 1844 l'étoile de l'ordre de l'Aigle rouge de 2e classe avec feuilles de chêne. Le 5 mars 1845, il est mis à disposition avec la pension légale. Esebeck reçoit son congé le 17 janvier 1850, mais est de nouveau mis à disposition le 29 décembre 1860. Pour ses services, il est élevé au rang de baron le 6 mars 1869 et meurt le 12 décembre 1871 à Potsdam.
Il est seigneur de Reichenwalde et chevalier de l'Ordre de Saint-Jean.

### Famille
Esebeck se marie le 21 septembre 1809 Frederike von Saucken (1788–1830) Le couple a plusieurs enfants :
- Friederike (1810-1829)
- Rudolf Ernst Karl Julius (1812-1890), colonel, commandant du 46e régiment d'infanterie, commandant du château de Berlin marié avec Susette Marie Couchoud (1820-1890)
- Nathalie (1815-1882) mariée le 1er octobre 1833 avec Hermann Hofer von Lobenstein (de) (1804-1872), général de division prussien
- Hermann Karl Wilhelm (1816–1876), major marié en 1843 avec Laura von Studnitz (1821-1897)[2]
- Karl August Eberhard Hugo (né en 1818) marié avec Anna von Schön (née en 1817), fille de Theodor von Schön
- Karl Friedrich August Eberhard (1821-1866), major du régiment de fusiliers de la Garde, mort du choléra à Brünn en Moravie, marié avec Clara Emilie Julie von Rothkirch-Panthen (1828–1903), fille du baron Friedrich Jaroslaw von Rothkirch-Panthen (1794-1873)
- Elise Karoline Hermione (née en 1823)

Après la mort de sa première femme, Esebeck se marie le 15 avril 1831 avec Thérèse Angélique von Stülpnagel (née le 12 novembre 1810 et morte le 25 août 1887), une fille du général Wolf Wilhelm Ferdinand von Stülpnagel. Le couple a plusieurs enfants :
- Ferdinand Friedrich Wilhelm Karl (né le 21 mai 1833 et mort le 28 juin 1893), colonel marié avec Frida von Bonin (née le 12 janvier 1839 et morte le 29 mars 1891)[3], fille du ministre d'État et haut président de la province de Posnanie Gustav von Bonin
- Friedrich Karl Johann (né le 24 avril 1835 et mort le 6 août 1870), capitaine au 94e régiment d'infanterie, tué à la bataille de Frœschwiller-Wœrth, marié en 1868 avec Anna Therese Rabe von Pappenheim (née le 7 avril 1846 et morte le 27 décembre 1922)
- Konstanz Karl Wilhelm (1836–1894), général prussien marié avec Marie comtesse von Klinckowström (née le 28 novembre 1841 et morte le 6 décembre 1875)
- Magdalena Friederike Thérèse Caroline (née le 24 janvier 1842)
- Johanna Klara Thérèse Friederike (née le 2 septembre 1847)